# Pininfarina Battista
Pininfarina Battista — електричний спорткар від компанії Pininfarina, створений з використанням технологій Rimac Automobili.

## Опис

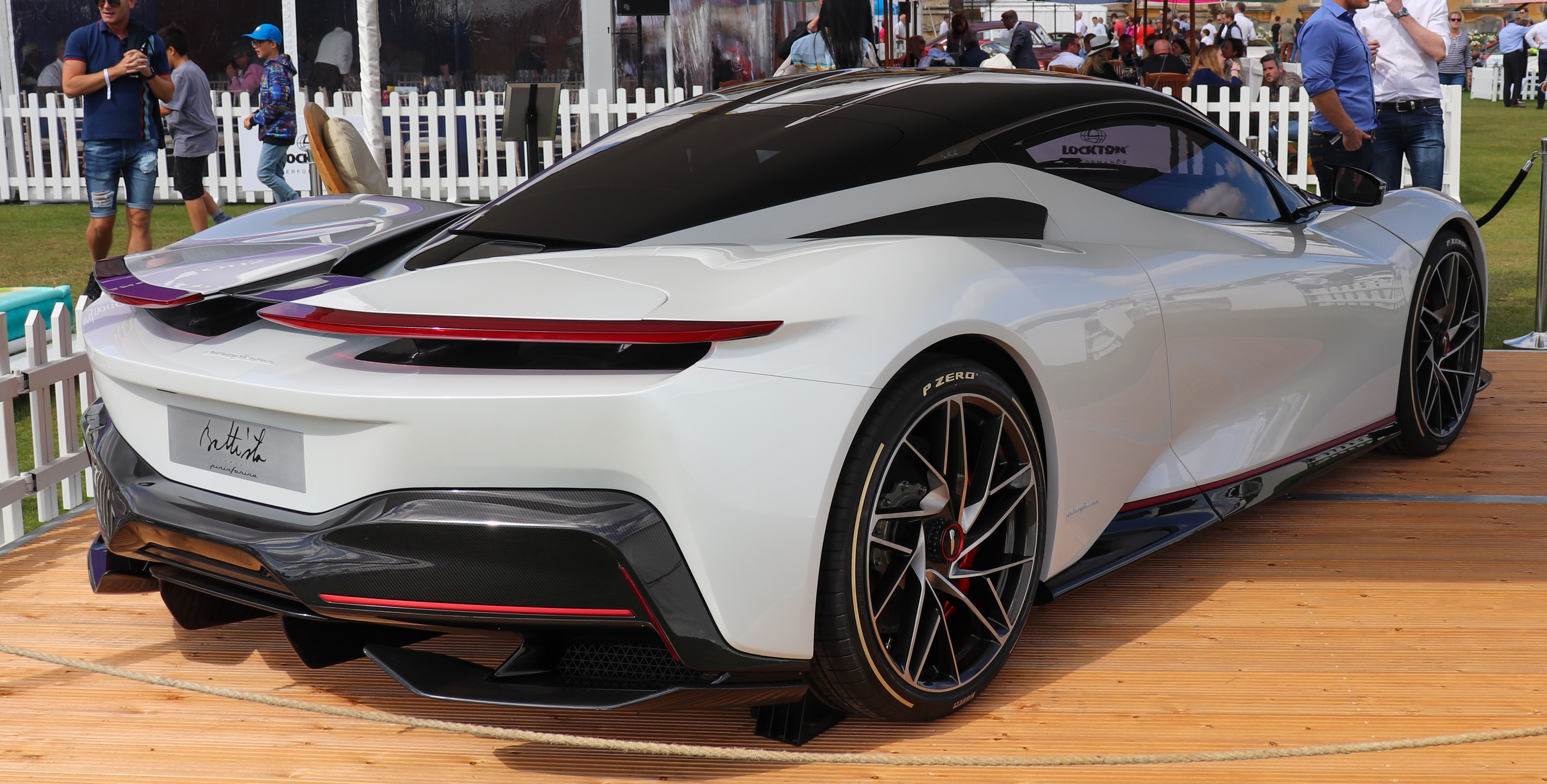

На Женевському автосалоні в березні 2019 року новостворена компанія Automobili Pininfarina представила свій перший автомобіль у вигляді повністю електричного суперкара. Названий Pininfarina Battista, він є даниною пам’яті засновнику студії дизайну Pininfarina Баттісі Пінінфаріні, який жив з 1893 по 1966 рік.

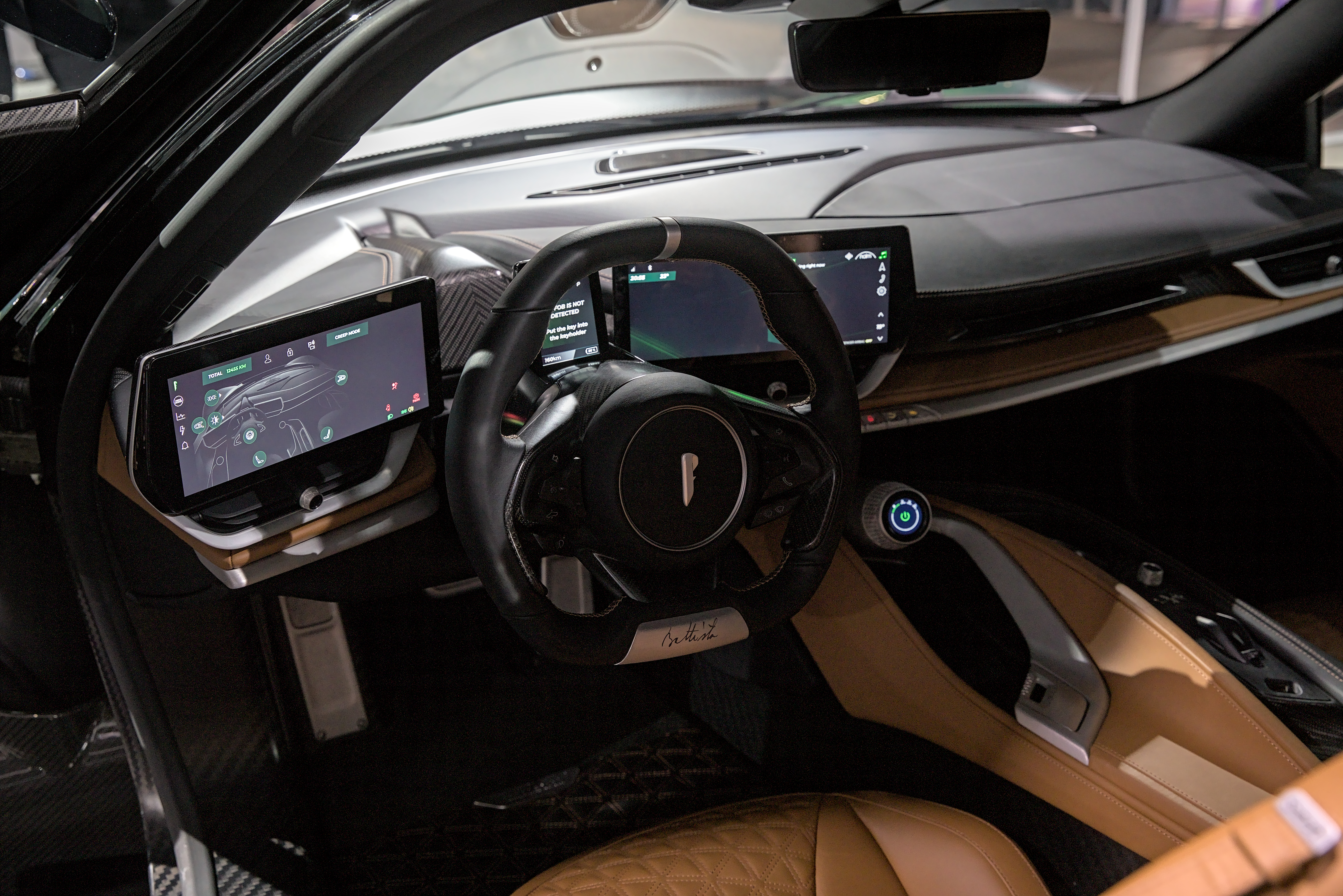

Команда дизайнерів Pininfarina на чолі з Лукою Боргоньо також відповідала за дизайн екстер’єру автомобіля, який вирізнявся тонким силуетом, що поєднує контрастні кольори кузова з пофарбованим у чорний колір дахом і численними складками, плавно з’єднаними з повітрозабірниками. Передній фартух прикрашає характерна світна смуга зі світлодіодів.
Салон Battista отримав цифровий характер, вирізняється двома сенсорними екранами, що оточують водія, а також кермом у формі округленого контурного шестикутника.
Pininfarina Battista розвиває потужність понад 1900 к.с., крутний момент понад 2340 Н·м, розгін від 0 до 100 км/год займає 1,86 с, від 0 до 200 км/год — 4,49 с і менш як 12 с від 0 до 300 км/год. Максимальна швидкість становить понад 350 км/год, батарея — 120 кВт·год, запас ходу — 450 км по WLTP. Старт продажів запланований на 2022 рік. Тираж обмежений 150 одиницями.

## Battista Anniversario

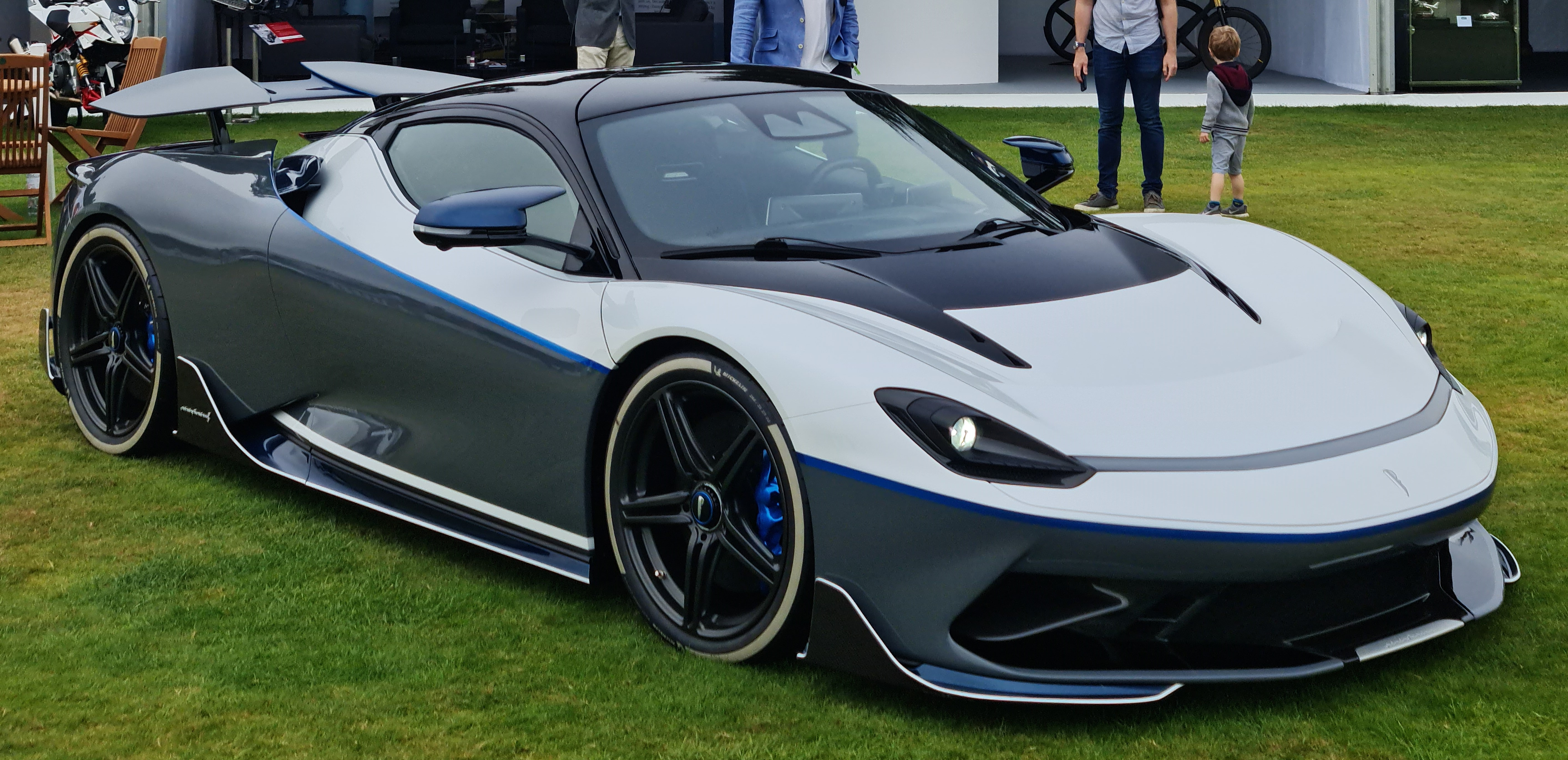
Pininfarina Battista Anniversario

Через рік після дебюту класичної Battista, у березні 2020 року була представлена особлива модель під назвою Battista Anniversario. Вона отримала особливе фарбування, двоколірні кузови, що поєднують білий з синім. Крім того, автомобіль також оснащений додатковим спойлером, а також спеціальним малюнком 21-дюймових легкосплавних дисків із зменшенням ваги на 10 кілограмів. Обсяг виробництва був обмежений 5 шт.